# Fineo (figlio di Agenore)
Fineo (in greco antico: Φινεύς?, Phinéus) è un personaggio della mitologia greca, connesso con la spedizione degli Argonauti alla ricerca del Vello d'Oro. Fu un indovino nonché re della città di Salmidesso in Tracia.

## Genealogia
Figlio di Agenore o di 
Poseidone o di Fenice e di Cassiopea, sposò Cleopatra (figlia di Borea), da cui ebbe Plessippo e Pandione (o Partenio e Crambis).
Dalla seconda sposa Idea (citata anche come Dia), o da Eidotea (sorella di Cadmo), od Eurizia, oppure da una concubina, fu anche padre di Mariandino, Tino, Erasia, Arpiria ed Olizone.

## Mitologia
Fineo fu un indovino Tracio incontrato dagli Argonauti durante il viaggio verso la Colchide e la sua vicenda viene approfondita principalmente da tre autori greci ed uno romano i quali, nelle loro rispettive opere, descrivono situazioni e dettagli a volte diversi ed altre contrastanti.

### Apollodoro

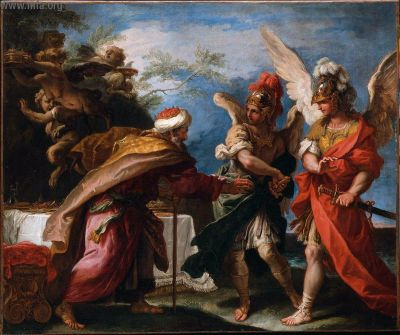
Fineo e i figli di Borea – Sebastiano Ricci (1659–1734)

Apollodoro racconta che a Salmidesso (in Tracia e come figlio di Agenore o di Poseidone), l'indovino Fineo viene incontrato da Borea e dagli Argonauti che lo puniscono poiché reo di avere accecato i suoi primi figli (Plexippo e Pandione avuti da Cleopatra), ingiustamente accusati di aver cercato di possedere la sua seconda moglie (Idea). 

Nella medesima opera, Apollodoro aggiunge che la causa del suo accecamento fu una punizione degli dei per aver predetto il futuro all'umanità, od inflittagli dagli Argonauti perché aveva accecato i propri figli, oppure effettuata da Poseidone perché Fineo aveva indicato ai figli di Frisso la rotta da seguire per raggiungere la Grecia partendo dalla Colchide. 

Fineo è inoltre perseguitato dalle Arpie (inviate dagli dèi), che lo aggrediscono dal cielo rubandogli il cibo e sporcandogli quello che ne rimane, così gli Argonauti si offrono di liberarlo dalla piaga in cambio delle sue predizioni. 

Zete e Calaide (i figli di Borea), scacciano ed inseguono le due Arpie fino a quando una (Aello) cade in un fiume del Peloponneso e l'altra (Ocipete) presso le isole Strofadi
ed in cambio Fineo rivela agli Argonauti il modo per superare le isole Simplegadi senza restarne schiacciati.

### Apollonio Rodio

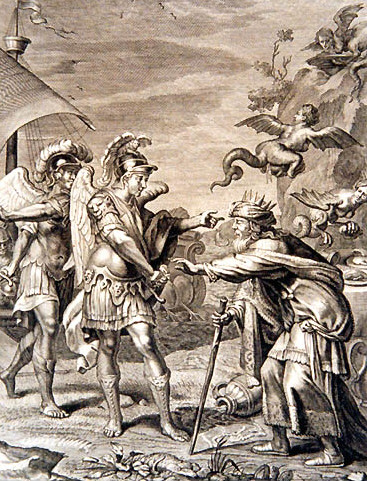
Calai e Zete liberano Fineo dalle arpie – Bernard Picart (1673–1733)

Apollonio Rodio posiziona la casa di Fineo sul mare e di fronte alla Bitinia ed aggiunge che è già cieco al momento dell'incontro con gli Argonauti, ma non parla affatto dei due figli in punizione e delle dispute tra le due mogli, dilungandosi invece sulla situazione della salute di Fineo, che definisce povero e caduto in disgrazia a seguito di una punizione stabilita da Zeus. 

Fineo dice agli Argonauti di essere stato il re dei Traci ed anche in questa versione le incursioni delle Arpie vengono affrontate dai due Boreadi che, mentre cercano di colpirle con le spade, vedono apparire la dea Iris (sorella delle Arpie) intervenuta dapprima per difenderle ed in seguito per stabilire che gli Argonauti lascino la terra di Fineo e che le Arpie facciano ritorno nella loro tana (l'isola di Creta), smettendo definitivamente di perseguitare Fineo. 

Apollonio Rodio è l'unico che spiega l'origine delle facoltà profetiche Fineo, poiché nella maggior parte dei dialoghi lo fa parlare con il "figlio di Leto" (Idmone, un discendente di Leto) ed Argonauta a cui il protagonista riconosce di averle ottenute durante un loro precedente incontro.

### Diodoro Siculo

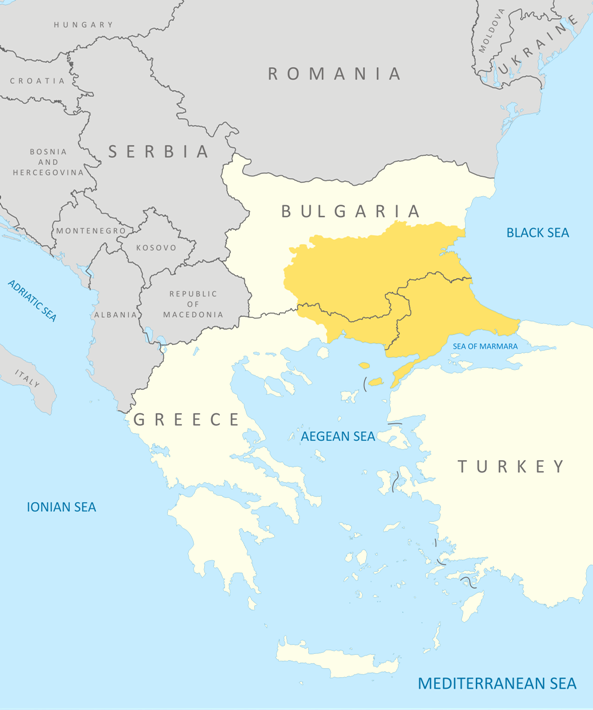
La Tracia (giallo scuro) al tempo dei greci

Diodoro Siculo non parla delle Arpie e definisce Cleopatra sorella di Zete e Calaide (in quanto figlia di Borea ed Orizia) e non cita mai i nomi due figli puniti da Fineo, ma dice che gli Argonauti li trovano imprigionati in una tomba, dove vengono colpiti con continui colpi di frusta perché creduti rei di aver offeso la madre di Idea, divenuta seconda moglie di Fineo e quindi la loro matrigna. 

Lei però, mentendo a Fineo li aveva accusati di aver compiuto l'infame gesto per compiacere Cleopatra (prima moglie di Fineo e madre dei due) e quando Eracle e gli Argonauti sopraggiungono, Fineo non vuole sentire ragione di scagionarli ed in malo modo invita gli Argonauti a non interferire. 

Ma Zete e Calaide spezzano le catene e liberano i due giovani, facendo sì che Fineo e i suoi uomini ingaggino battaglia contro gli Argonauti, i quali riescono a sconfiggerli uccidendo Fineo. Dopodiché liberano i due giovani e gli consegnano il regno del padre. 

I due giovani infine, per mediazione di Eracle non compiono alcuna vendetta contro Idea, preferendo unirsi agli Argonauti dopo aver consegnato il regno a Cleopatra.

### Gli autori romani
Igino, Ovidio e Virgilio solo accennano alla vicenda di Fineo mentre Gaio Valerio Flacco racconta che Fineo, cieco, perseguitato dalle Arpie ed in disgrazia, attende gli Argonauti sulle rive di un fiume e dimostra la sua veggenza gridando di conoscere i fatti già avvenuti degli Argonauti durante il loro viaggio verso di lui e di essere il re del ricco fiume Ebro. 

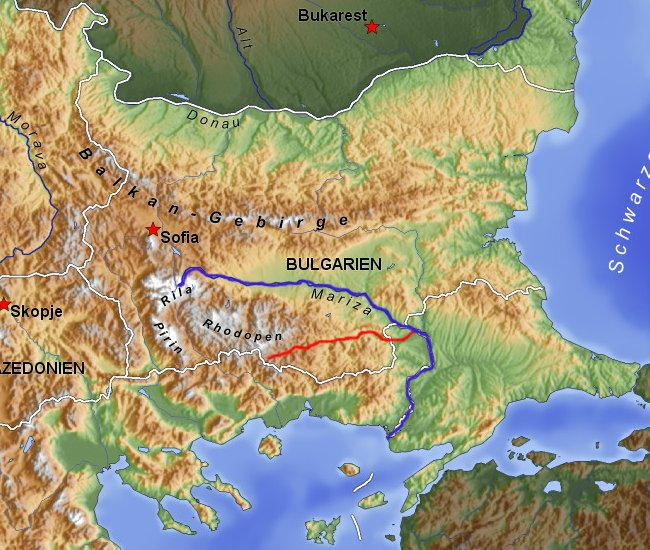
Il corso del fiume Ebro

Fineo dice anche di subire la punizione di perché in precedenza aveva predetto il destino dell'umanità e di attendere che i figli di Aquilo (Borea) facciano in modo che le Arpie cessino di tormentarlo. Così i Boreadi di fronte al nuovo attacco (gli autori romani, parlano di tre Arpie aggiungendo Celeno alle due "greche" Aello ed Ocipete), si sollevano in cielo nel tentativo di contrastarle ma suscitano l'intervento di Tifone che, prendendo la difesa delle Arpie e pur dicendo che sono state mandate come punizione degli dei, fa sì che se ne vadano per sempre cessando di tormentare Fineo. 

Giasone infine, si rivolge a lui chiedendo del destino degli Argonauti e Fineo, rinvigorendosi con le pratiche magiche che compie prima di parlare del futuro, gli risponde dando consigli sul resto del viaggio verso la Colchide ma non gli rivela se riuscirà ad ottenere il Vello d'oro.

### Altre tracce
Le storie dell'accecamento dei figli di Fineo e della persecuzione della Arpie furono rappresentate in due drammi perduti di Sofocle intitolati Fineo e probabilmente anche in un terzo denominato Tympanistae, purtroppo anch'esso perduto. Quest'ultimo potrebbe anche non essere stato un dramma distinto dagli altri due. 

Anche Eschilo scrisse un'opera intitolata Fineo, mentre Lucio Accio scrisse i Phinidae.